# Владимир Петрович
Владимир Петрович (серб. Владимир Петровић / Vladimir Petrović, нар. 1 липня 1955, Белград) — югославський футболіст, що грав на позиції півзахисника. По завершенні ігрової кар'єри — сербський тренер.
Виступав, зокрема, за клуб «Црвена Звезда», а також національну збірну Югославії.

## Клубна кар'єра
У дорослому футболі дебютував 1972 року виступами за команду клубу «Црвена Звезда», в якій провів десять сезонів, взявши участь у 257 матчах чемпіонату. Більшість часу, проведеного у складі «Црвени Звезди», був основним гравцем команди.
Згодом з 1983 по 1988 рік грав у складі команд клубів «Арсенал», «Антверпен», «Стандард» (Льєж) та «Нансі».
Завершив професійну ігрову кар'єру у клубі «Нансі».

## Виступи за збірну
У 1973 році дебютував в офіційних матчах у складі національної збірної Югославії. Протягом кар'єри у національній команді, яка тривала 10 років, провів у формі головної команди країни 34 матчі, забивши 5 голів.
У складі збірної був учасником чемпіонату світу 1974 року у ФРН, чемпіонату світу 1982 року в Іспанії.

## Кар'єра тренера
Розпочав тренерську кар'єру, повернувшись до футболу після невеликої перерви, 1996 року, очоливши тренерський штаб клубу «Црвена Звезда».
У 2004 році став головним тренером молодіжної збірної Сербії та Чорногорії, яку тренував лише один рік.
Згодом протягом 2007–2008 років очолював тренерський штаб національної збірної Китаю.
У 2009 році прийняв пропозицію знову попрацювати у своєму рідному клубі «Црвена Звезда». Залишив белградську команду 2010 року.
Протягом одного року, починаючи з 2010, був головним тренером команди «Тімішоара».
У 2010 році запрошений керівництвом збірної Сербії, з якою пропрацював до 2011 року.
У 2013 році очолював тренерський штаб збірної Іраку.
У тому ж році став головним тренером Ємену, тренував збірну Ємену лише один рік.
Протягом тренерської кар'єри також очолював команду клубу «Далянь Шиде».
Наразі останнім місцем тренерської роботи був клуб ОФК (Белград), головним тренером команди якого Владимир Петрович був протягом 2015 року.

## Титули і досягнення

### Як гравець
- Чемпіон Югославії (4): 1973, 1977, 1980, 1981
- Володар Кубка Югославії (2): 1971, 1982
- Чемпіон Європи (U-21): 1978
- Гравець року в Югославії: 1980

### Як тренер
- Володар Кубка Югославії: 1997
- Чемпіон Китаю: 2005
- Володар Китаю: 2005